# Lugalsagengur
Lugalsagengur (𒈗𒊮𒇉 „a föld alatti vizek szívének ura”, sumer lugal-šag4-engur) Lagas enszije – Meszilim fogadalmi felirata szerint – volt az i. e. 3. évezred közepén, az ún. I. lagasi dinasztia tagja.
Jelenlegi ismereteink szerint Enhéngál utódja és Ur-Nanse elődje a város vezetésében.